# بات فلانغن
بات فلانغن (بالإنجليزية: Pat Flanagan)‏ هو لاعب كرة قدم بريطاني (وحمل سابقاً جنسية المملكة المتحدة لبريطانيا العظمى وأيرلندا) في مركز مهاجم داخلي، ولد في 20 سبتمبر 1889 في المملكة المتحدة، وتوفي في 31 أغسطس 1917 في تنزانيا بسبب زحار. لعب مع نادي أرسنال ونادي فولهام ونورويتش سيتي.